# پلیدماهی
پلیدماهی (نام علمی: Lophius) نام یک سرده از تیره غازماهی است.
از جگر این ماهی‌ها در ژاپن خوراکی به نام جگر پلیدماهی (آنکیمو) تهیه می‌شود که جزو خوراک‌های لذیذ آن کشور به‌شمار می‌آید.